# Skogsbrukets grader i Nazityskland
Skogsbrukets grader i Nazityskland visar den hierarkiska ordningen i det Tyska rikets skogsbruk.

## 1929-1934
| Forstschutzdienst  | Betriebsdienst | Verwaltungsdienst    |
| ------------------ | -------------- | -------------------- |
| Forstschutzgehilfe | Forstlehrling  | Forstbeflissene      |
| Forstaufseher      |                |                      |
| Unterförster       |                |                      |
|                    | Forstgehilfe   |                      |
|                    | Hilfsförster   |                      |
|                    | Förster        |                      |
|                    | Revierförster  | Forstreferendar      |
|                    | Forstverwalter | Forstassessor        |
|                    | Oberförster    | Forstmeister         |
|                    |                | Oberforstmeister     |
|                    |                | Landforstmeister     |
|                    |                | Oberlandforstmeister |

1. ↑  Skogvaktare
2. ↑  Jägmästare

Källa:

## 1934-1938
| Forstschutzdienst | Betriebsdienst            | Verwaltungsdienst    |
| ----------------- | ------------------------- | -------------------- |
| Forstanwärter     |                           |                      |
| Forstaufseher     |                           |                      |
| Hilfsförster      |                           |                      |
|                   | Unterförster              |                      |
|                   | Förster                   |                      |
|                   |                           | Forstreferendar      |
|                   | Revierförster Oberförster |                      |
|                   |                           | Forstassessor        |
|                   | Forstamtmann              | Forstmeister         |
|                   |                           | Forstmeister         |
|                   |                           | Oberforstmeister     |
|                   |                           | Oberforstmeister     |
|                   |                           | Landforstmeister     |
|                   |                           | Oberlandforstmeister |
|                   |                           | Generalforstmeister  |

1. ↑  Walter von Keudell

Källa:

## 1938-1942
På uniformen bars facktecken i form av färgade kragspeglar; grönt för det statliga skogsbruket, grått för det kommunala skogsbruket, brunt för privatskogsbruket och svart för Wehrmachts skogsbruk.

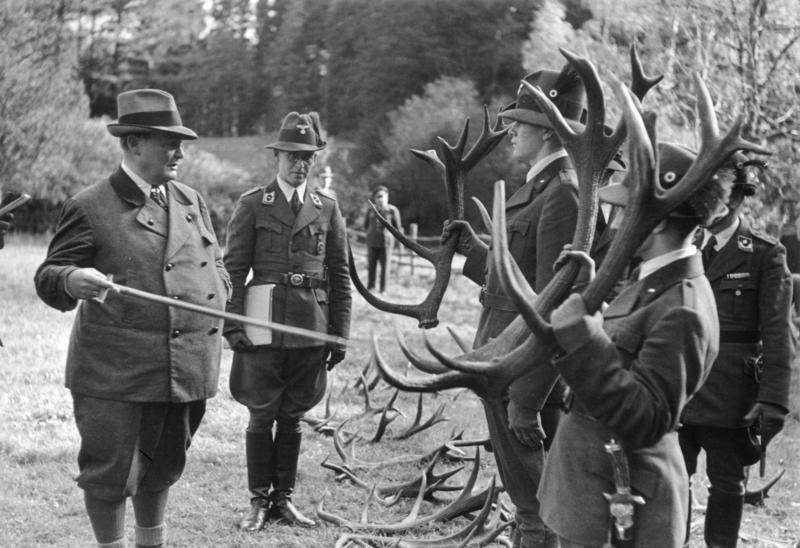
Göring vid en jakt, med uniformerade skogsvårdstjänstemän. T.h. om Göring, en Oberforstmeister, två Forstanwärter, en Förster.

| Forstschutzdienst | Betriebsdienst | Verwaltungsdienst    |
| ----------------- | -------------- | -------------------- |
| -                 | Forstanwärter  |                      |
| Forstaufseher     |                |                      |
|                   | Hilfsförster   |                      |
|                   | Unterförster   |                      |
|                   | Förster        |                      |
|                   | Revierförster  | Forstreferendar      |
|                   | Oberförster    | Forstassessor        |
|                   | Forstamtmann   | Forstmeister         |
|                   |                | Oberforstmeister     |
|                   |                | Landforstmeister     |
|                   |                | Oberlandforstmeister |
|                   |                | Ministerialdirigent  |
|                   |                | Generalforstmeister  |
|                   |                | Reichsforstmeister   |

1. ↑  Friedrich Alpers
2. ↑  Göring

Källa:

## 1942-1945
| Einfacher Dienst | Mittlerer Dienst  | Gehobener Dienst      | Höherer Dienst                | Likställd med militära grader i Wehrmacht (Heer) |
| ---------------- | ----------------- | --------------------- | ----------------------------- | ------------------------------------------------ |
| Forstaufseher    | Forstwartanwärter | Forstlehrling         | Anwärter der höheren Dienstes | Feldwebel Oberfeldwebel                          |
| -                | a.pl. Forstwart   |                       |                               |                                                  |
| -                | Forstwart         |                       |                               | Stabsfeldwebel                                   |
| -                | Oberforstwart     |                       |                               | Leutnant                                         |
|                  |                   | Revierförsteranwärter |                               |                                                  |
|                  |                   | a.pl. Revierförster   |                               |                                                  |
|                  |                   | Revierförster         | Forstreferendar               | Oberleutnant                                     |
|                  |                   | Oberförster           | Forstassessor                 | Hauptmann                                        |
|                  |                   | Forstamtmann          | Forstmeister                  | Major                                            |
|                  |                   |                       | Oberforstmeister              | Oberstleutnant                                   |
|                  |                   |                       | Landforstmeister              | Oberst                                           |
|                  |                   |                       | Oberlandforstmeister          | Generalmajor                                     |
|                  |                   |                       | Ministerialdirigent           | Generalleutnant                                  |
|                  |                   |                       | Ministerialdirektor           | General                                          |
|                  |                   |                       | Generalforstmeister           | Generaloberst                                    |
|                  |                   |                       | Reichsforstmeister            | Generalfeldmarschall                             |

1. ↑  Skogstillsynsman
2. ↑  Skogvaktare
3. ↑  Skogsmästare
4. ↑  Jägmästare
5. ↑  Friedrich Alpers
6. ↑  Göring

Källa: